# Vytautas-Mikalauskas-Kunstgymnasium Panevėžys

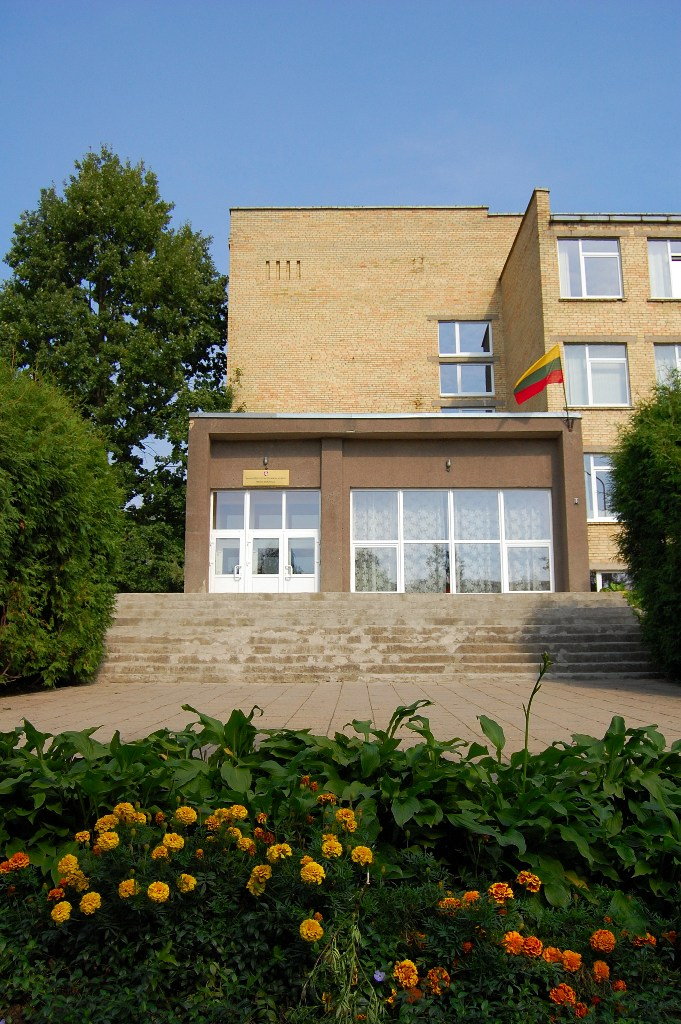
Schule

Das Vytautas-Mikalauskas-Kunstgymnasium Panevėžys (lit. Panevėžio Vytauto Mikalausko menų gimnazija) ist eine Kunstschule und ein Musisches Gymnasium, eine ehemalige höhere Schule und ein ehemaliges Konservatorium in litauischen Stadt Panevėžys.  An der Schule werden 108 Lehrer beschäftigt (2013), es gibt 146 Mitarbeiter (2023).

## Geschichte
1940 gründete Mykolas Karka in Panevėžys die Musikkurse. 1944 wurden sie zur Musikschule reorganisiert. 1969 wurde die Pädagogische Musikschule Panevėžys aus der Pädagogikschule und der Musikschule. 1973 wurde der Name von J. Švedas erteilt. Es gab eine Abteilung für Musik. Ab 1991 wurde die Schule reorganisiert, aber blieb als höhere Schule (ab 1991 Höhere Musikschule und ab 1993 Panevėžio konservatorija). 2004 wurde sie reorganisiert und geteilt in Panevėžio kolegija und Panevėžio konservatorija. 1993 wurde am Konservatorium aus einer Studie erwachsene Schule (Panevėžio konservatorijos pagrindinė muzikos mokykla) zur Hauptschule. 2005 wurde der Name von Vytautas Mikalauskas erteilt (Panevėžio V.Mikalausko pagrindinė mokykla).
Juni 2006 schloss der Bezirk Panevėžys beide Schulen zusammen und gründete eine Kunstschule. Seit 2014 ist sie ein Gymnasium.

## Leitung
- Mykolas Karka: 1944–1949
- Justas Armalis: 1951–1961
- Vytautas Mikalauskas: 1961–1964
- Antanas Belazaras: 1949–1950; 1964–1969
- Albertas Valančius: 1969–1993
- Donatas Kazimieras Baltrūnas: 1993–2006
- Emilija Kriščiūnaitė, seit 2006